# Lunch 20
Lunch 20는 SBS V-Radio에서 2016년 4월 11일부터 2017년 3월 19일까지 방송했던 낮 시간대 논스톱 BGM 라디오 프로그램이며, 방송시간은 매일 낮 12시부터 오후 2시까지이다.
| SBS V-Radio         |                    |                     |
| 이전                | Lunch 20           | 다음                |
| Hits 20             | Lunch 20           | Pops 20             |
| 오전 11시 ~ 낮 12시 | 낮 12시 ~ 오후 2시 | 오후 2시 ~ 오후 4시 |
|                     |                    |                     |